# Laura Betti
Laura Betti, nombre artístico de Laura Trombetti (Casalecchio di Reno, Bolonia, Italia, 1 de mayo de 1927 – Roma, Lazio, Italia, 31 de julio de 2004), fue una actriz y cantante italiana de cine y teatro.
Intérprete dotada de fuerza y de una voz caracterizada por un timbre ronco, notoria al público sobre todo por su larga vinculación artística y humana que la unió espiritualmente al poeta, escritor y director Pier Paolo Pasolini.
Su filmografía comprende películas importantes como La dolce vita (dirigida por Fellini, 1960). En 1968 ganó la Copa Volpi por Teorema de Pier Paolo Pasolini; luego, con la dirección de Marco Bellocchio, figura entre los intérpretes de En el nombre del padre (1972) y Sbatti il mostro in prima pagina (1972). Con Bellocchio actuó todavía en 1977 para la versión televisiva de La gaviota de Antón Chéjov. Tuvo un rol de relevancia junto a Donald Sutherland en Novecento de Bernardo Bertolucci, en la parte de Regina, la sádica prima del protagonista Alfredo (Robert De Niro).

## Los debuts
Hija de un abogado inscrito en el Partido de Acción y nieta del notable glotólogo Alfredo Trombetti, Laura Betti debutó en el espectáculo como cantante de temas de jazz; después una breve experiencia en el cabaret (1955) en pareja con Walter Chiari en Los saltimbanquis tomando parte - en el año 1960 - en el recital de canciones tituladas Giro al vacío, de contenido singular, con temas inspirados en los textos de literatos célebres como Buzzati, Calvino, Flaiano, Bassani, Moravia y el mismo Pasolini.
En 1955 debutó en teatro en Las brujas de Salem de Arthur Miller, con la dirección de Luchino Visconti: su repertorio juvenil también incluye el Cid de Corneille (en pareja con Enrico Maria Salerno) y Los siete pecados capitales de Brecht y Weill.
Entre el final de 1960 y enero de 1961 se vuelve popular interpretando con Paolo Poli la pareja de cantahistorias que entonaban La balada del pobre hombre, que conectaba los episodios del guion televisivo Todo por rehacer, pobre hombre dirigido por Eros Macchi.

## Copa Volpi en Venecia

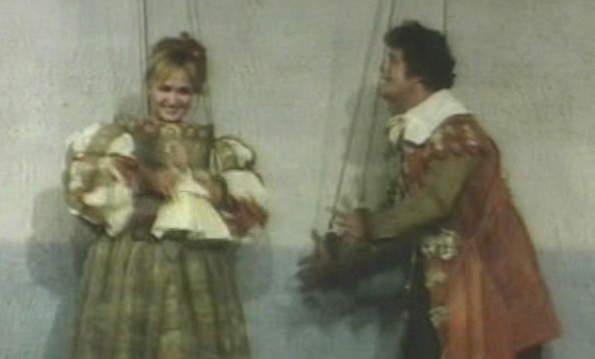
Desdemona (Laura Betti) y Cassio (Franco Franchi) en Que cosa son las nubes? (episodio de Capricho a la italiana, 1968)

El inicio de la actividad de actriz cinematográfica coincidió para Betti con conocer a Pier Paolo Pasolini, que la dirigiría en La ricota (episodio de Ro.Go.Pa.G.) y, sucesivamente (1968), en la obra teatral Orgía y en Teorema, película por la cual la actriz se adjudicó la Copa Volpi como mejor actriz en el Festival Internacional de Cine de Venecia. Siempre bajo la dirección de Pasolini, en 1974 actuó en Los cuentos de Canterbury.
En 1968 fue editado su LP Potentissima señora, con textos de Pasolini (entre los cuales sobresale El valz del parche, en seguida grabada por Gabriella Ferri).
Otras películas interpretadas por Betti han sido Allonsanfàn (1974) de Paolo y Vittorio Taviani, Vicios privados, públicas virtudes (1975, de Miklós Jancsó), Novecento (1976, de Bernardo Bertolucci), Viaggio con Anita (1979, dirección de Mario Monicelli), Caramelos de un desconocido (1987, de Franco Ferrini), Il grande cocomero (1993, de Francesca Archibugi), Un eroe borghese (1995, de Michele Placido).
Uno entre los últimos directores en dirigirla fue Mimmo Calopresti, para el cual interpretó en 2002 el rol de una monja en la película La felicità no costa niente.

## El Fondo Pasolini
Desde 1980 fue creadora y directora del Fondo Pier Paolo Pasolini, que durante más de veinte años tuvo su sede en Roma, en Plaza Cavour. Para el escritor, Laura Betti era «una trágica Marlene, una verdadera Garbo con una máscara inalterable sobre el rostro de muñeca rubia». Su relación con Pasolini, su carácter y las dificultades de sus últimos años han sido descritos despiadadamente por Emanuele Trevi en su libro Qualcosa di scritto,  (Ponte alle Grazie, 2012), editado en España como Algo escrito  (Editorial Sexto Piso, 2019).
Además de llevar adelante como directora la actividad del Fondo, como último acto de fe en Pasolini, en la parte final de la carrera (1996) Betti logró poner en escena un recital de poesías y textos pasolinianos con el título Una desesperada vitalidad.
En 2003 el Centro de Estudios Archivo Pier Paolo Pasolini de Bolonia adquirió, por medio de una donación, todos los materiales recogidos anteriormente en Roma. Cerca de la Biblioteca de la Cinemateca de Bolonia hoy se conservan más de 1000 volúmenes y otro material inherente a la obra de Pasolini. El traslado del Centro de Estudios de Roma a Bolonia causó notables roces entre la actriz y la administración de la capital.
Laura Betti murió en Roma el 31 de julio de 2004, a los 77 años. Reposa en el Cementerio de la Cartuja de Bolonia, en la tumba familiar. En noviembre de 2015 le fue dedicado el Teatro Comunal de Casalecchio de Reno, su ciudad natal.

## Discografía parcial

### Álbum
- 1960 - Laura Betti con la orquesta de Piero Umiliani (Jolly, LPJ 5020)
- 1963 - Laura Betti canta Kurt Weill (Discos Ricordi, SMRL 6032)
- 1968 - Potentissima señora

### LP
- 1961 - Cuatro canciones con Laura Betti (Jolly, EPJ 3000)
- 1961 - Laura Betti con la orquesta de Piero Umiliani (Jolly, EPJ 3005; rastros: Macrì Teresa llamada Locura/Valz del parche/Cocco de madre)
- 1961 - Laura Betti con la orquesta de Piero Umiliani (Jolly, EPJ 3006; rastros: Venus de bolsillo/Verdadera señora/Y en cambio no/No sé explicármelo)
- 1962 - Laura Betti (Orphée, 150.019; rastros: Je me jette/La parade du suicide/Je hais Rome/Las bonitas Léontine)
- 1965 - Orden y desorden (Los discos del sol, DS 40; rastros: A los brigadistas de Casalecchio/Me has molestado, Johnny/Monólogo de la boca/Soledad/Queja del norte)

### Simples
- 1961 - Balada del hombre rico/Balada del pobre hombre (Jolly, J 20128)
- 1961 - Venus de bolsillo/Siguiendo la flota (Jolly, J 20135)

## Doblaje
Laura ha trabajado también en el mundo del doblaje prestando la voz a Linda Blair, la muchachita poseída del demonio en El exorcista (1973), así como a Hélène Surgère en Salò o las 120 jornadas de Sodoma.

## Filmografía

### Actriz
- Nosotros somos las columnas de Luigi Filippo D'Amico (1956)
- Labbra rosse de Giuseppe Bennati (1960)
- La dolce vita de Federico Fellini (1960)
- Era notte a Roma de Roberto Rossellini (1960)
- Ro.Go.Pa.G. - episodio La riccota de Pier Paolo Pasolini (1963)
- El mundo por la noche número 3, dirección de Gianni Proia (1963)
- Las brujas - episodio La Tierra vista desde la Luna de Pier Paolo Pasolini (1967)
- Edipo rey de Pier Paolo Pasolini (1967) - no acreditada
- Fermatti il mondo... voglio scendere! de Giancarlo Cobelli (1968)
- Capricho a la italiana - episodio Que cosa son las nubes? de Pier Paolo Pasolini (1968)
- Teorema de Pier Paolo Pasolini (1968)
- Porcile de Pier Paolo Pasolini (1969) - sólo voz, no acreditada
- Il rosso segno della follia de Mario Bava (1969)
- A Man Called Sledge, dirección de Vic Morrow y, no acreditado, Giorgio Gentili (1970)
- Reazione a catena de Mario Bava (1971)
- Los cuentos de Canterbury de Pier Paolo Pasolini (1972)
- La banda J. & S. - Cronaca criminale del Far West de Sergio Corbucci (1972)
- El último tango en París de Bernardo Bertolucci (1972) - escenas eliminadas
- Sbatti il mostro in prima pagina de Marco Bellocchio (1972)
- En el nombre del padre de Marco Bellocchio (1972)
- Sepolta viva de Aldo Lado (1973)
- Allonsanfàn de Paolo y Vittorio Taviani (1974)
- La cugina de Aldo Lado (1974)
- Fatti di gente per bene de Mauro Bolognini (1974)
- La femme aux bottes rouges de Juan Luis Buñuel (1974)
- Pauline s'en va de André Téchiné (1975)
- L'ultimo giorno di scuola prima delle vacanze di Natale de Gian Vittorio Baldi (1975)
- Vicios privados, públicas virtudes de Miklós Jancsó (1976)
- Novecento de Bernardo Bertolucci (1976)
- Le gang de Jacques Deray (1977)
- La nuit, tous les cats sont gris de Gérard Zingg (1977)
- Viaggio con Anita de Mario Monicelli (1978)
- El pequeño Archimedes de Gianni Amelio (1979)
- La luna de Bernardo Bertolucci (1979) - no acreditada
- Le ali della colomba de Gianluigi Calderone (1981, miniserie)
- Loin de Manhattan de Jean-Claude Biette (1982)
- El mundo nuevo de Ettore Scola (1982)
- Strada Pia de Georg Brintrup (1983)
- La fuite en avant de Christian Zerbib (1983)
- Ars amandi de Walerian Borowczyk (1983)
- Retenez-moi... ou je fais un malheur! de Michel Gérard (1984)
- Klassenverhältnisse de Danièle Huillet y Jean-Marie Straub (1984)
- Tutta colpa del paradiso de Francesco Nuti (1985)
- Mamma Ebe de Carlo Lizzani (1985)
- Corps et biens de Benoît Jacquot (1986)
- El verano impuro de Pierre Granier-Deferre (1987)
- Caramelle da uno sconosciuto de Franco Ferrini (1987)
- Jenatsch de Daniel Schmid (1987)
- I cammelli de Giuseppe Bertolucci (1988)
- Jane B. par Agnès V. de Agnès Varda (1988)
- La rose blu de Anna Gasco, Tiziana Pellerano y Emanuela Piovano (1989)
- Courage Mountain de Christopher Leitch (1990)
- Le champignon des Carpathes de Jean-Claude Biette (1990)
- Dames galantes de Jean-Charles Tacchella (1990)
- Caldo soffocante de Giovanna Gagliardo (1991)
- Segno di fuoco de Nino Bizzarri (1990)
- Il grande cocomero de Francesca Archibugi (1993)
- La ribelle de Aurelio Grimaldi (1993)
- Mario, Maria e Mario de Ettore Scola (1993)
- Con gli occhi chiusi de Francesca Archibugi (1994)
- Un eroe borghese de Michele Placido (1995)
- I magi randagi de Sergio Citti (1996)
- Marianna Ucria de Roberto Faenza (1997)
- Un air si pur... de Yves Angelo (1997)
- E insieme vivremo tutte le stagioni de Gianni Minello (1999)
- L'amore era una cosa meravigliosa de Paolo Costella (1999, cortometraje)
- The Protagonists de Luca Ganen (1999)
- A ma soeur! de Catherine Breillat (2001)
- Fratella e sorello de Sergio Citti (2002)
- Il diario de Matilde Manzoni de Lino Capolicchio (2002)
- Gli astronomi de Diego Ronsisvalle (2003)
- La felicità no costa niente de Mimmo Calopresti (2003)
- Il quaderno della spesa de Tonino Cervi (2003)
- Raul - Diritto di uccidere de Andrea Bolognini (2005)

### Directora
- El silencio es complicidad (1976)
- Pier Paolo Pasolini y la razón de un sueño (2001)

## Prosa televisiva RAI
- Todo por rehacer pobre hombre, escenificación televisiva, dirección de Edmo Fenoglio, 1960
- Un hombre de espíritu, comedia con Dina Sassoli, Mario Pisu, Laura Betti, Paolo Carlini, dirección de Giacomo Colli, transmitida el 21 de agosto de 1973.
- Un matrimonio en provincia, con Erica Beltrami, Laura Betti, Leda Celani, dirección de Gianni Bongioanni, escenificación de 1980.
- Las alas de la paloma, con Delia Boccardo, Paolo Malco, Laura Morante, Laura Betti, Sergio Rossi, Margarita Guzzinati, dirección de Pier Luigi Calderone, escenificación en 3 capítulos desde el 21 de abril de 1981 al 5 de mayo de 1981.
- Viaje a Goldonia, con Laura Betti, Mario Scaccia, Paolo Bonacelli, Carlo Cecchi, Monica Guerritore, Manuela Kustermann, Gabriele Lavia, Lucia Poli, Paolo Poli, Cochi Ponzoni, Vittorio Caprioli, Gianni Cavina, Máximo Dapporto, Mariano Rigillo, dirección de Ugo Gregoretti, escenificación en 3 capítulos desde el 16 de marzo de 1982 al 30 de marzo de 1982.
- La Cartuja de Parma, de Stendhal, con Andrea Occhipinti, Marthe Keller, Gian Maria Volonté, George Wilson, Lucia Bosè, Marc Porel, Laura Betti, Ottavia Pequeño, dirección de Mauro Bolognini, escenificación televisiva, en 6 capítulos desde el 12 de septiembre de 1982 al 17 de octubre de 1982.

## Variedades televisivas RAI
- Las canciones de todos, variedad musical de Luciano Salce, Ruggero Maccari, Ettore Scola, con Bice Valores, Paolo Panelli, Alberto Bonucci, Elio Pandolfi, Silvio Spaccesi, Gabriella Andreini, Fausto Cigliano, Cosetta Griego, Anna Maria Ferrero, Paolo Ferrari, Nunzio Gallo, Nilla Pizzi, Enzo Garinei, Laura Betti, Dolores Palumbo, orquesta de Franco Pisano, dirección de Mario Landi, 7 capítulos desde el 15 de enero de 1958 al 26 de febrero de 1958.

## Teta Veleta
Es autora de la novela Teta Veleta editada por Garzanti en 1979 y ahora fuera de catálogo. Teta Veleta se refiere a un escrito juvenil de Pasolini, que el poeta explicará así:

Fue en Beluno, tenía poco más de tres años. De los muchachos que jugaban en los jardines públicos enfrente a mi casa me sacudían las piernas sobre todo en la parte convexa interna a las rodillas, donde plegándose corriendo se tensionan los nervios con un gesto elegante y violento. Veía en esos nervios tensionados un símbolo de la vida que debía todavía realizar: me representaban el ser grande en aquel gesto de jovencito corriente. Ahora se que era un sentimiento agudamente sensual. Si lo reprimo siento con exactitud dentro de las vísceras el enternecimiento, la calidez y la violencia del deseo. Era el sentido de lo inalcanzable, de lo carnal -un sentido para el que no ha sido todavía inventado un nombre. Yo lo inventé entonces y fue teta veleta. Ya en el observar aquellas piernas plegadas en la furia del juego me dije que probaba teta veleta, algo como un hormigueo, una seducción, una humillación.

Siempre de Pasolini es el artículo de Vogue de 1971 presente como prefacio del libro.

## Curiosidad
- En la película Calle Pía (Italia / Alemania 1983) filmado por el director alemán Georg Brintrup para la televisión alemana WDR, Laura Betti, vestida como Sonia "la diva" en la película La ricota (1963), recita poesías de Pasolini.

## Premios y distinciones
Festival Internacional de Cine de Venecia
| Año  | Categoría                    | Película | Resultado |
| ---- | ---------------------------- | -------- | --------- |
| 1968 | Copa Volpi a la mejor actriz | Teorema  | Ganadora  |

Festival Internacional de Cine de San Sebastián
| Año  | Categoría                         | Película             | Resultado |
| ---- | --------------------------------- | -------------------- | --------- |
| 1979 | Concha de Plata a la mejor actriz | Il piccolo Archimede | Ganadora  |